# گاومیش وحشی
گاومیش وحشی (نام علمی: Bubalus arnee) نام یک گونه از سرده گاومیش‌های آسیایی است.
گاومیش‌های اهلی از نسل این حیوان هستند که حدود ۶ هزار سال پیش در چین و هند اهلی شدند. گاومیش وحشی بومی شبه‌قاره هند و جنوب شرقی آسیا است. این حیوان در معرض خطر انقراض است و تنها ۳۴۰۰ رأس از آن باقی مانده که ۳ هزار رأس آن در هند و عمدتاً در ایالت آسام زندگی می‌کنند. یک خطر مهم برای این حیوان اختلاط با گاومیش‌های اهلی رمیده است که خلوص ژنتیکی آن را به خطر انداخته‌است.